# Jardí Botànic de Brooklyn
El jardí botànic de Brooklyn (BBG) és un jardí botànic del districte de Brooklyn a la ciutat de Nova York. Fundat el 1910 i situat al Mount Prospect Park, al costat del Prospect Park i el museu de Brooklyn, el jardí de 21 hectàrees de 52 acres inclou diversos jardins especialitzats dins del jardí, col·leccions de plantes i el conservatori Steinhardt, que acull el CV Starr Bonsai Museum, tres pavellons de plantes amb temàtica climàtica, una casa de plantes aquàtiques de ferro colat i vidre blanc i una galeria d'art. El jardí conté més de 14.000 tàxons de plantes i cada any té més de 900.000 visitants. El jardí es troba adjacent a la històrica comunitat de Park Slope. És membre del BGCI i presenta treballs per l'Agenda Internacional for Botanic Gardens in Conservation.
El codi d'identificació del Brooklyn Botanic Garden com a membre del "Botanic Gardens Conservation International" (BGCI), així com les sigles del seu herbari és BKL.

## Localització
El jardí botànic es troba a uns 20 min del centre de Manhattan pel suburbà.
- Altitud: 28,90 msnm
- Mitjana anual de pluja: 1.140 mm

## Història
Al 1897 la cambra de l'estat de Nova York reserva 39 acres per a la creació d'un jardí botànic, i el funda el 1910 i el primer director, el Dr. Charles Stuart Gager.
Es crea el jardí japonés de l'estany i el pujol al 1915, dissenyat per l'arquitecte del paisatge Takeo Shiota. Al 1916, es crea el jardí de rocall.
Comença la construcció el 1927 del jardí de Cranford Rose, regal del Sr. i senyora Walter V. Cranford.
El 1939 s'obri al públic el jardí d'Osborne, regal de la senyora Sade Elisabeth Osborne.
El 1941 es fa una plantació de cirerers de 'Kwanzan' a l'Esplanada. El 1945, es publica el primer manual del BBG, de com conrear un hort. El 1955 es dissenya el jardí de la fragància, per l'arquitecta Alicia R. Ireys.

## Col·leccions
El jardí botànic alberga 10.000 tàxons de plantes i inclou una sèrie de jardins especialitzats, amb les col·leccions de plantes, i l'hivernacle de Steinhardt (que conté el museu de C. V. Starr Bonsai, tres pavellons de plantes segons clima, una casa aquàtica, i una galeria d'art).
Entre les col·leccions de plantes del BBG s'inclouen:
- Esplanada dels Cirerers

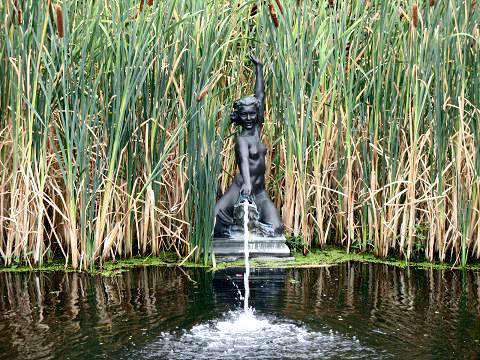
Font en l'Esplanada dels Cirerers

El jardí té més de 200 arbres de cirerers de 42 espècies asiàtiques i de varietats cultivars, un dels primers llocs on veure les floracions d'aquests cirerers fora del Japó. Els primers cirerers s'hi plantaren després de la Primera Guerra Mundial, un regal del govern japonés. Cada primavera, quan els arbres floreixen, es duu a terme al BBG un festival d'un mes de durada per veure la floració dels cirerers anomenat Hanami, que acaba en una celebració d'un cap de setmana anomenada Sakura Matsuri. Els cirerers són a la Cherry Esplanade, al jardí japonés, i en molts altres indrets del jardí. Depenent de les condicions atmosfèriques, els cirerers de flor asiàtics floreixen a partir de finals de març o principis d'abril fins a mitjan maig. Les moltes diverses espècies floreixen en dies lleument diferents, i la seqüència se segueix en línia, en el rellotge de la cirera, a la pàgina web del BBG.
- Jardí japonés de l'estany i el pujol

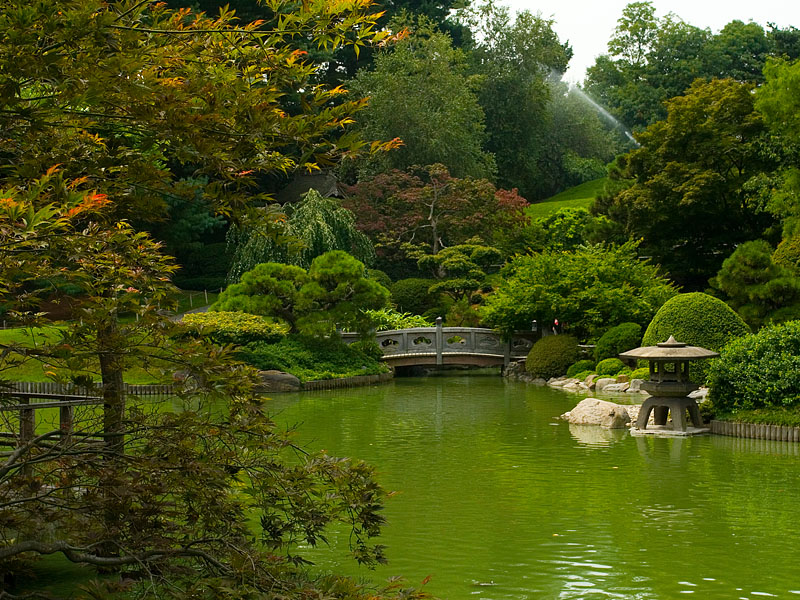
El jardí japonés

El jardí japonés de l'estany i el pujol del BBG era el primer jardí japonés que es creà en un jardí públic americà. Fou construït entre 1914 i 1915, i s'obrí al públic al juny del 1915. És l'obra mestra del seu creador, el dissenyador paisatgista japonés Takeo Shiota (1881-1943). Shiota nasqué en un petit llogaret japonés a unes 40 milles de Tòquio, i en la seua joventut passà uns anys travessant Japó a peu per explorar el seu paisatge natural. Emigrà als Estats Units el 1907.
El jardí és una barreja de l'antic estil de l'estany i el pujol i d'un estil més modern de jardí de passeig, en què les diferents característiques del paisatge es revelen a poc a poc al llarg de la trajectòria de les sendes: turons, una cascada, una tolla i una illa, tot artificial. Les roques acuradament col·locades també hi tenen un paper preponderant. Entre els elements arquitectònics del jardí hi ha ponts de fusta, llanternes de pedra, un pavelló mirador, un torii o entrada japonesa, i una capella xintoista. Es va restaurar el jardí al 2000 i se li atorgà al 2001 el guardó «Premi de Preservació 2001 de Landmark Conservancy de Nova York».
- El roserar Cranford

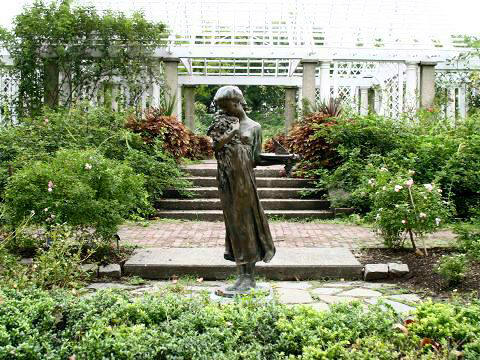
Roserar al Cranford Rose Garden

El 1927, Walter V. Cranford, un enginyer constructor l'empresa del qual havia dissenyat molts dels túnels del metro de Brooklyn, donà 15.000 dòlars al BBG per fer-hi un roserar. Les excavacions destaparen un vell camí de detritus de roques glacials dos peus per sota de la superfície i tones de roques d'una antiga glacera, que s'hagueren de transportar lluny en remolcs tirats per cavalls.
El roserar Cranford s'obrí al juny de 1928. El dissenyà Harold Caparn, un arquitecte de paisatge, i Montague Free, horticultor. Moltes de les plantes originàries encara hi són. Hi ha uns 5.000 arbusts de quasi 1.400 classes de roses, incloent espècies silvestres, velles roses de jardí, híbrides de roses de te, híbrides perpètues, enfiladisses, roses miniatura, etc.
- El Jardí Shakespeare

Una donació especial d'Henry C. Folger, fundador de la biblioteca Folger Shakespeare de Washington, propicià la construcció del Shakespeare Garden al 1925, un jardí de camp anglés que mostra 80 plantes de les quals William Shakespeare parla en les seues obres. Les etiquetes de les plantes tenen el nom que Shakespeare els assignà, el seu nom binomial, anotacions, i a voltes una representació gràfica de la planta.
- Jardí de Fragàncies Alice Recknagel Ireys

Adjacent al Shakespeare Garden hi ha el Fragrance Garden, equipat amb plafons d'informació i amb signes de braille. Creat al 1955 per Alice Recknagel Ireys, una reconeguda arquitecta, fou el primer jardí del país dissenyat tenint en compte les persones cegues. Tots els visitants poden fregar les fulles de les plantes entre els dits, per notar les textures i olorar-ne les fragàncies. N'hi ha quatre seccions, cadascuna amb un tema: (1) plantes per tocar, (2) plantes de fulles oloroses, (3) plantes de flors fragants, i (4) herbes culinàries. El jardí és accessible a carros de discapacitats i els jaços florals es troben a l'alçada apropiada per als usuaris. Una font emet un so relaxant de fons i un lloc per rentar-se les mans després de tocar les plantes.
- El jardí dels Xiquets

El jardí dels xiquets del BBG és el jardí especialitzat per a la xicalla més antic del món. S'obrí al públic el 1914, sota la direcció de l'educadora del BBG Ellen Eddy Shaw i s'administra com un jardí comunitari pels mateixos infants, que s'hi registren per centenars cada any per fer-hi plantacions.
- Jardins especialitzats

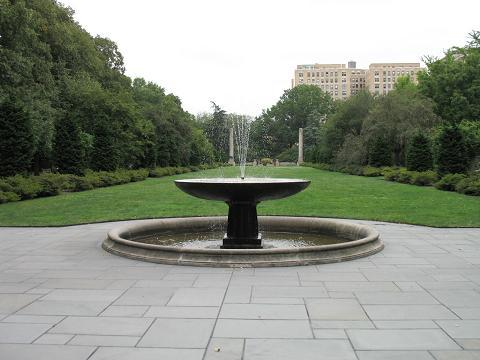
Zona central del Jardí Osborne

Són jardins temàtics del BBG, que inclouen: el jardí del Descobriment, dissenyat per a xiquets; el jardí d'Herbes; la terrassa de l'Estany dels Lliris, que inclou dos grans estanys amb lliris d'aigua, i platabandes de plantes anuals i perennes; el jardí de Flora Nadiua, el primer de la seua mena d'Amèrica del Nord; el jardí Osborne, un jardí d'estil italià, i el jardí de rocall dissenyat amb el 18 blocs de roques erràtiques deixades per una glacera durant l'era glacial. Una senda de celebritats ret homenatge a famosos residents a Brooklyn, com ara Barbra Streisand, Woody Allen i Walt Whitman, amb una sendera amb pedres del paviment gravades.
- Col·lecció de plantes per famílies botàniques

Aquest apartat comprén una tercera part de l'espai del BBG, inclou plantes i arbres disposats per famílies per mostrar-nos-en la progressió evolutiva, des de les més primitives a les evolucionades més recentment. Tot i que recentment els estudis genètics de les plantes han canviat la classificació d'alguns individus, els seus agrupaments en aquest espai és una excel·lent introducció per a nombroses famílies i les seues espècies constituents.
- Hivernacles Steinhardt

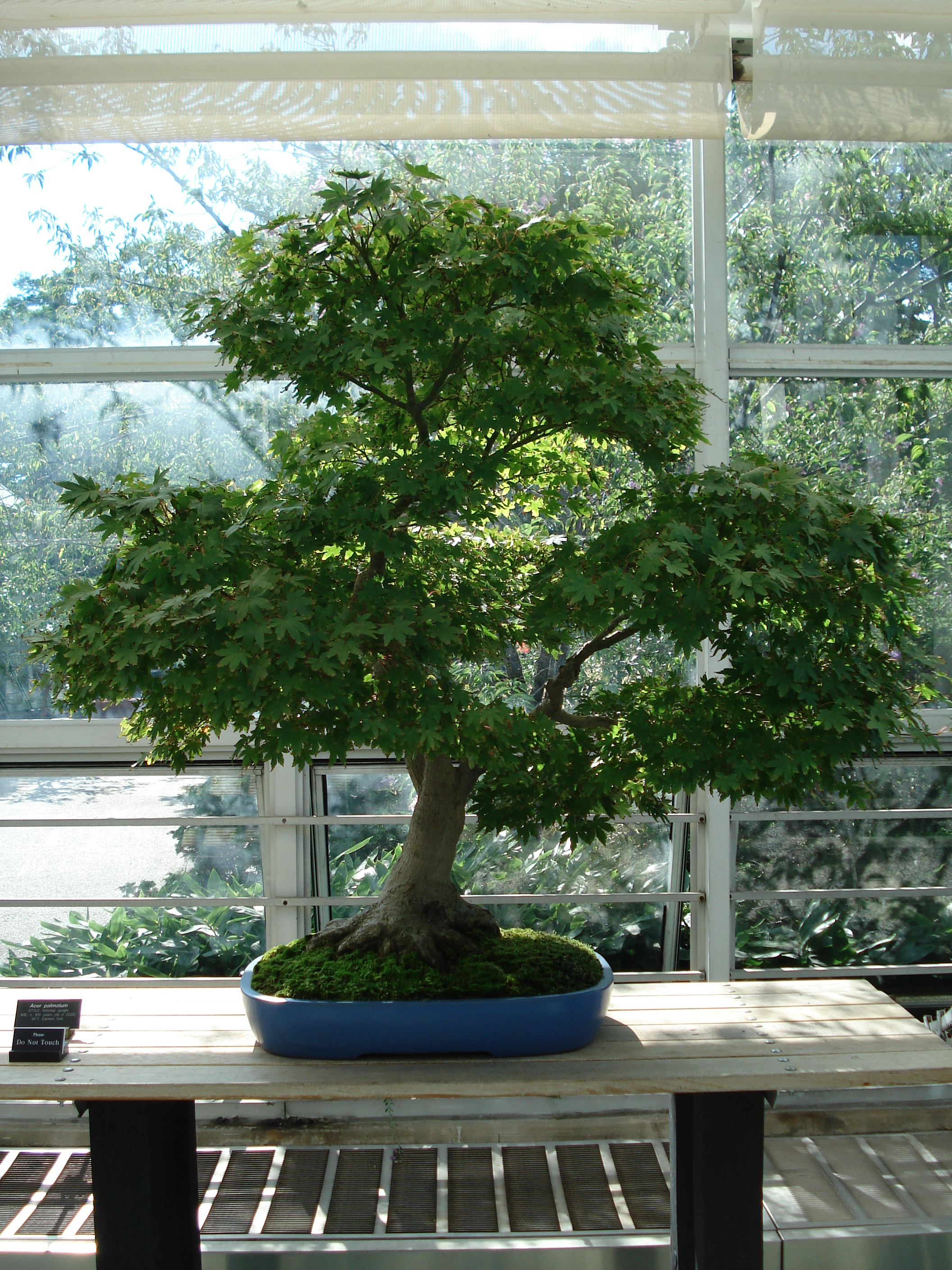
Bonsai dAcer palmatum

El BBG alberga unes extenses col·leccions de plantes en hivernacles amb temperatures controlades, amb representants de plantes de biòtops tropicals, mediterranis i desèrtics. Ací també se situa el museu de bonsais, una de les col·leccions més antigues de l'estat; una galeria d'art d'exhibicions temporals; la «Robert W. Wilson Aquatic House», amb col·leccions de plantes aquàtiques tropicals, plantes carnívores i orquídies; i l'exposició «Stephen K-M. Tim Trail of Evolution», que ens mostra la història de l'evolució de les plantes i els seus efectes en els canvis climàtics al llarg de 3 a mig bilió d'anys.

## Activitats
- Els científics del Brooklyn Botanic Garden han efectuat el major estudi existent sobre la flora de l'àrea metropolitana de Nova York, denominat NYMF. El seu propòsit és inventariar i descriure totes les plantes vasculars que viuen a la regió.

- L'herbari del BBG consta d'uns 300.000 espècimens de plantes preservades, particularment de l'àrea metropolitana de Nova York. Alguns d'aquests espècimens són del 1818, i formen una base de dades històriques única, de gran ajuda per als científics del BBG per portar un seguiment de les espècies, analitzar la dispersió de les plantes invasives i modelar els canvis que han ocorregut en la vegetació de la regió metropolitana. També hi ha un fons molt important de plantes de la regió de l'oest dels Estats Units, de les Illes Galápagos, Bolívia, i Maurici.

- Els científics del BBG estan dirigint recerques sobre l'evolució i classificació de les plantes, en camps com la sistemàtica de les plantes, i la taxonomia de les plantes conreades, particularment begònies. Els cinc científics del BBG són reconeguts experts en diverses famílies de plantes, entre les quals, Begoniaceae, Celastraceae, Cyperaceae, Juncaceae i Scrophulariaceae.

- El Centre per a la restauració de l'ecologia urbana és el resultat de la col·laboració entre el BBG i la Rutgers University, i aprofundeix en la comprensió de les trames de la biodiversitat urbana, per usar aquesta informació en la creació de protocols per restaurar amb èxit els degradats mediambients urbans.

## Programes educatius
El departament d'Educació del Jardí desenvolupa una àmplia gamma de classes i actes enfocats a usuaris adults com a infants, i cursos per a l'educació de milers d'escolars i grups de camp al llarg de tot l'any.
- El BBG és un membre fundador de l'Acadèmia de Ciències i Medi ambient de Brooklyn, una institució pública d'ensenyament superior dedicat a l'estudi de la ciència, estudis mediambientals i ecologia urbana que s'obrí al públic al 2003.

- El programa del BBG Aprenents de Jardineria proporciona titulacions internes a estudiants en jardineria, ciències de l'educació i en afers mediambientals.

- El Projecte Abast Verd és una escola científica, amb un programa que arriba anualment a gairebé 2.500 estudiants i professors en escoles públiques i privades dins el radi del veïnat adjacent.

## Horticultura de la Comunitat
L'Horticultura de la comunitat és un programa denominat Pont Verd, i vol compartir els coneixements i recursos que té el BBG amb el veïnat, amb programes de jardineria i cultiu d'un hort dirigits a les associacions dels blocs d'apartaments, jardins comunitaris, centres de comunitat i altres grups.
El concurs anual El Bloc més Verd de Brooklyn anima a l'embelliment del veïnat oferint classes de com plantar els tests de les finestres, com fer els clots per plantar un arbre, etc.
El Projecte de Compostatge Urbà, patrocinat pel Departament de Sanitat de Nova York, ofereix assistència i recursos als jardins comunitaris i institucions per al compostatge dels residus orgànics dels jardins dels patis posteriors o jardins individuals.

## Publicacions del jardí botànic
El BBG ha editat publicacions autoritzades des de 1945, amb uns populars llibres de butxaca sobre jardineria. Actualment, amb la seua edició d'All-Region Guides continua oferint als jardiners casolans informació pràctica sobre el disseny de jardins, plantes a conrear i noves tècniques de jardineria. 

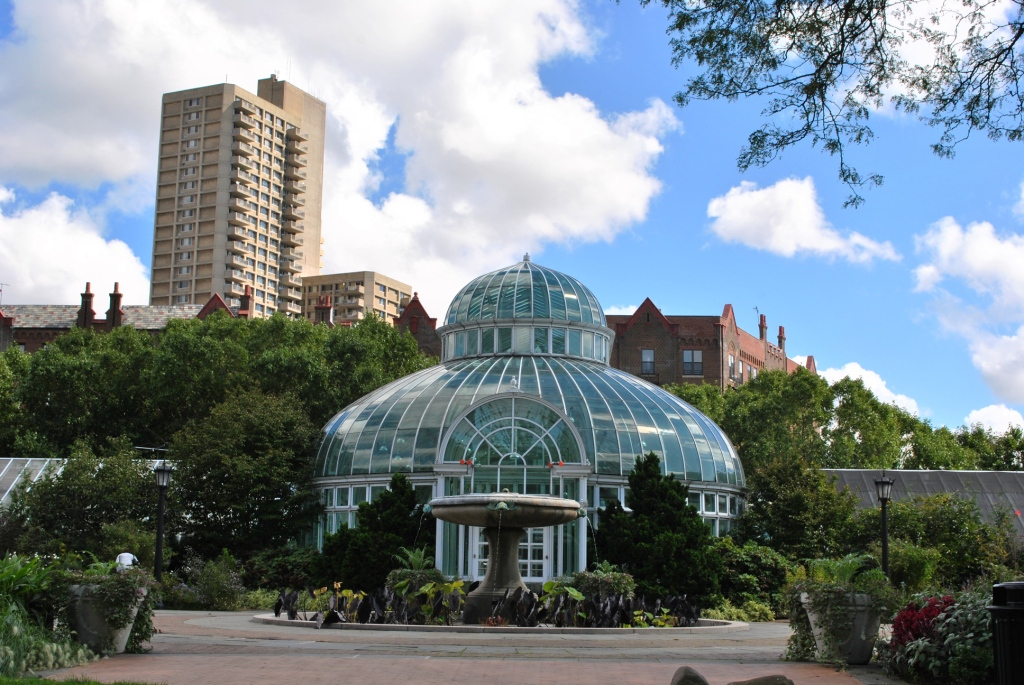
BBG
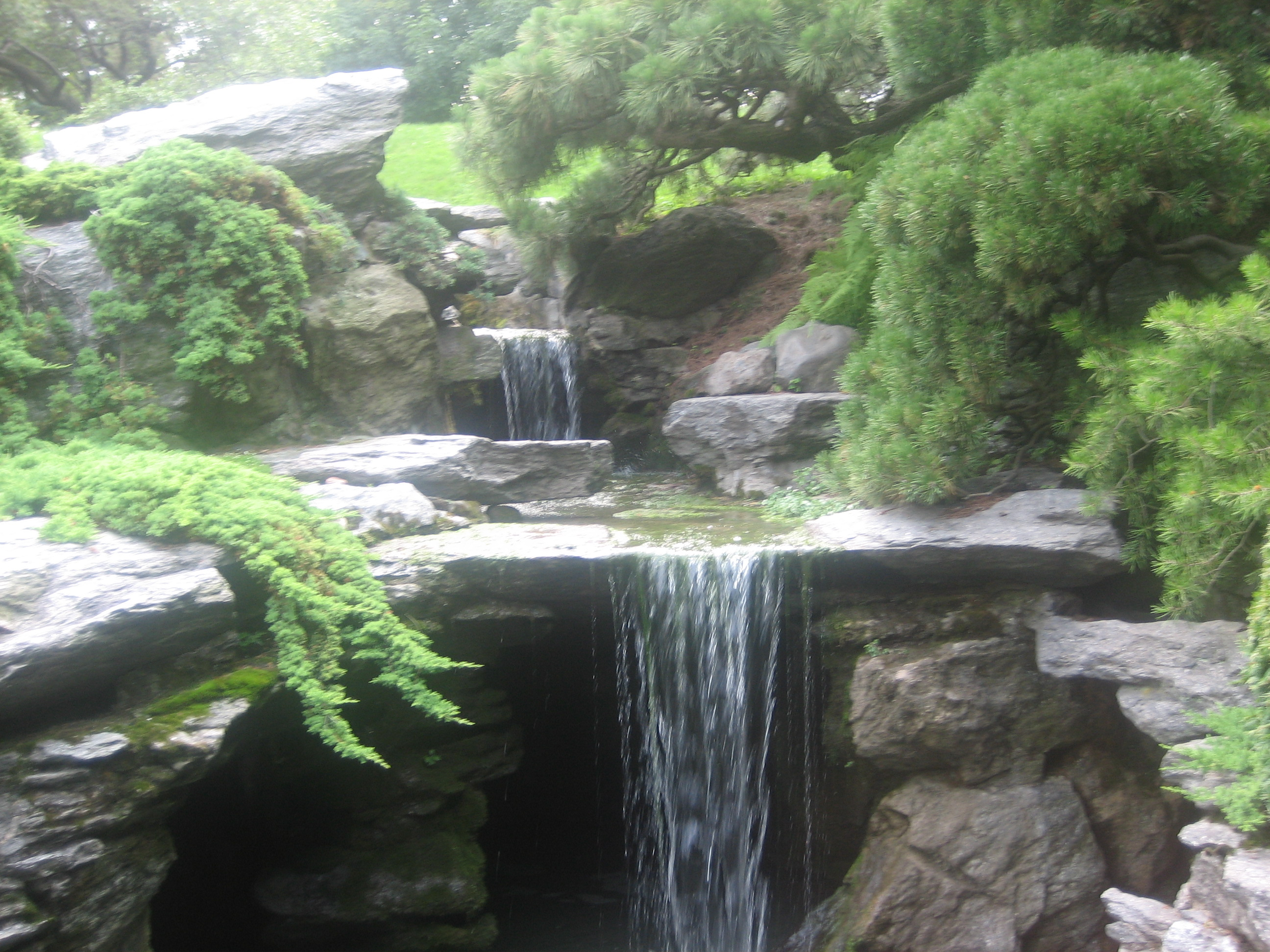
Cascada al jardí
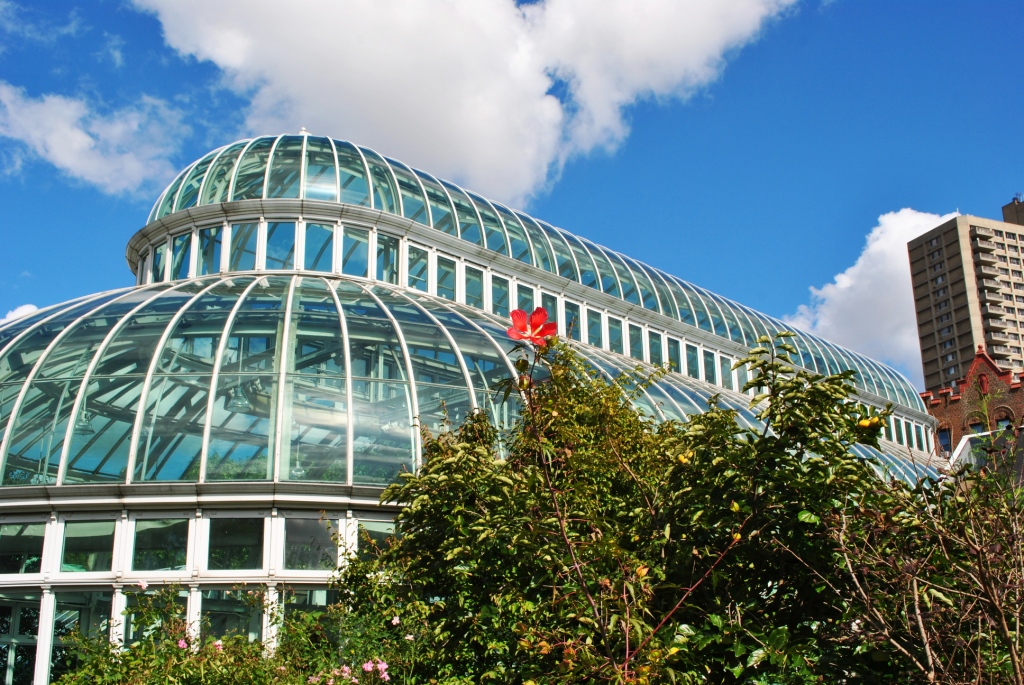
Hivernacle
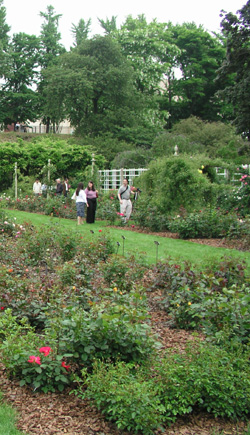
Roserar Cranford
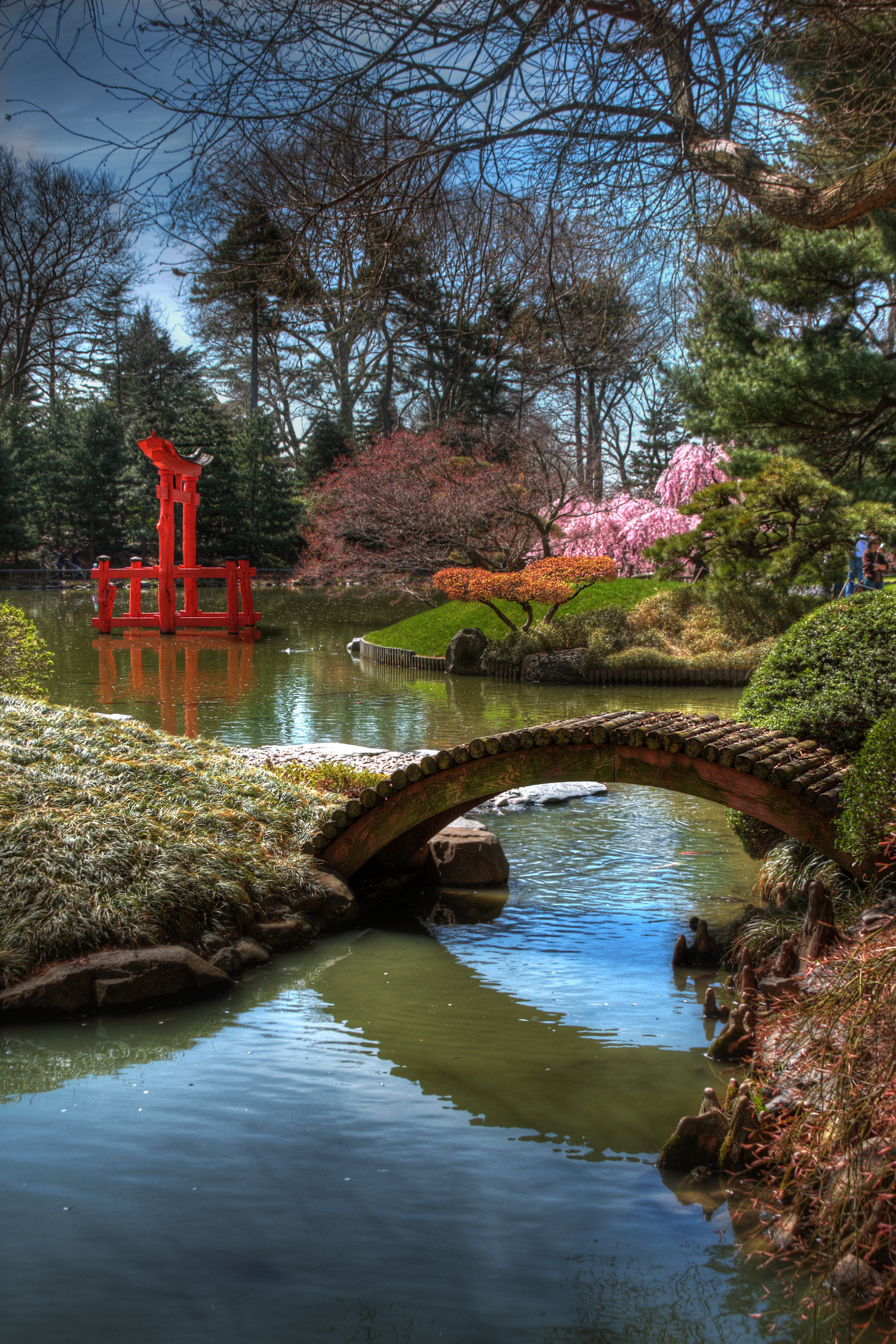
Jardí japonés